# أغلوب
أغْلُوب (الاسم العلمي: Aglaope)، جنس حشرات من العثث وفصيلة البزيات.